# Idiogomphoides ictinia
Idiogomphoides ictinia é uma libélula neotropical da família dos gonfídeos (Gomphidae). É endêmica do Brasil. Em 2005, foi considerada como criticamente em perigo na Lista de Espécies da Fauna Ameaçadas do Espírito Santo; Em 2018, foi listada sob a rubrica de "dados insuficientes" na Lista Vermelha do Livro Vermelho da Fauna Brasileira Ameaçada de Extinção do Instituto Chico Mendes de Conservação da Biodiversidade (ICMBio).